# Anders Foldager
Anders Foldager, né le 27 juillet 2001 à Skive au Danemark, est un coureur cycliste danois.

## Biographie
Anders Foldager commence sa carrière cycliste au Hammel Cykle Klub (da), avant de rejoindre le Team Mascot Workwear (da) de Silkeborg en 2018. À partir de 2020, il court au Team Herning CK Elite. 
En décembre 2020 , il termine deuxième du premier championnat du monde de cyclisme esport, derrière l'Allemand Jason Osborne,. Il commence ensuite à courir en Italie à partir de 2022 en rejoignant l'équipe continentale Biesse-Carrera. 

## Palmarès
- 2019
  - 3e et 4e étapes de l'U6 Cycle Tour Juniors
- 2020
  - 2e du championnat du monde de cyclisme esport
- 2022
  - Trofeo Sportivi di Briga
  - 2e de la Ruota d'Oro
  - 3e du Trofeo Sportivi di Briga
- 2023
  - Mémorial Polese
  - Trofeo Città di San Vendemiano
  - 8e étape du Tour d'Italie espoirs
  - 1re et 3e (contre-la-montre par équipes) étapes du Tour de l'Avenir
  - 3e de la Per sempre Alfredo
  - 3e du Gran Premio Capodarco
- 2024
  - 1re (contre-la-montre par équipes) et 2e étapes du Tour de Slovaquie
  - 3e du Tour du Danemark
  - 3e de la Coppa Sabatini

## Classements mondiaux
| Année                                 | 2022 | 2023 | 2024 |
| ------------------------------------- | ---- | ---- | ---- |
| Classement mondial                    | 661e | 519e | 197e |
| UCI Europe Tour                       | 508e | nc   | nc   |
|                                       |      |      |      |
| Légende : nc = non classéSource : UCI |      |      |      |